# Aspergillose cutanée
L'aspergillose cutanée est une infection rare de la peau par un champignon du genre Aspergillus, le plus souvent Aspergillus fumigatus. Il s'agit d'une maladie opportuniste atteignant les patients immunodéprimés. En France, la base de données « Surveillance des Aspergilloses Invasives en France », gérée par l'Institut Pasteur, recense les cas sur le territoire national.

## Germes en cause

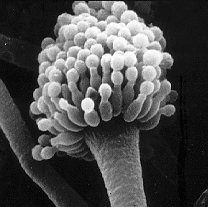
Aspergillus fumigatus en microscopie électronique.

Aspergillus fumigatus est un champignon saprophyte du sol, très courant, et l'un de ceux relargant le plus de spores dans l'air. Les spores, de 2 à 3 µm de diamètre, sont suffisamment petits pour progresser dans l'arbre respiratoire jusqu'aux alvéoles pulmonaires, et assez nombreux pour qu'un être humain en inhale plusieurs centaines par jour. Les spores sont normalement éliminées par le système immunitaire et ne sont pathogènes que dans certains cas.
Si tous les champignons du genre Aspergillus sont potentiellement pathogènes (notamment A. flavus, A. terreus, A. niger et A. nidulans), Aspergillus fumigatus est responsable de 90 % des infections pulmonaires chez l'humain. On en distingue plusieurs types : aspergillose bronchopulmonaire allergique, aspergillose invasive et aspergillome.

## Présentation clinique
On distingue deux formes d'aspergillose cutanée, invasive et non invasive.
L'aspergillose cutanée invasive donne deux types de lésions, dites primaires et secondaires. Les lésions primaires sont des lésions nécrotiques se développant autour du point d'entrée. Les lésions secondaires sont causées par la dissémination hématogène des hyphes du champignon, et sont à type de papules parfois prurigineuses, de nodules cutanés et de plaques formant des croûtes. En raison de la diffusion systémique du germe, des atteintes cérébrales, pulmonaires, cardiaques et sinusiennes peuvent également être associées.
L'aspergillose cutanée invasive atteint préférentiellement les hommes et les personnes d'âge mûr, bien que des nourrissons (en particulier les bébés prématurés) soient également concernés. Dans 80 % des cas, l'immunodépression est causée par une leucémie ou une autre maladie hématologique, et dans 26 % des cas par  un traitement immunosuppresseur (pouvant être concomitant à une maladie hématologique). Elle est plus rare chez les patients atteints du VIH, qui présentent plus fréquemment des formes non invasives où seules les lésions primaires existent. Ce sont surtout les patients en fin d'évolution d'un SIDA qui présentent des formes invasives, généralement associées à d'autres atteintes d'organes.
Le diagnostic se fait sur une biopsie cutanée.

## Traitement
Le traitement est à base d'antifongique, le plus souvent le voriconazole en première intention, par voie intraveineuse lorsque les lésions sont invasives.